# Black M
Pour les articles homonymes, voir Alpha Diallo.
Black M (anciennement Black Mesrimes), nom de scène d’Alpha Diallo, est un rappeur, chanteur, auteur-compositeur-interprète et acteur franco-guinéen, né le 27 décembre 1984 Paris 13e (France). Il est membre du groupe Sexion d'assaut.
En 2014, il sort son premier album solo, intitulé Les Yeux plus gros que le monde. L'album et sa réedition sont notamment portés par les singles Sur ma route ainsi que Mme Pavoshko ou encore On s'fait du mal.
Il utilise certaines expressions faciales, comme faire de gros yeux, expression qu'il a faite sur la pochette de son premier album. Il est l'un des membres de la Sexion d'Assaut pratiquant également le chant, avec Gims et Lefa[réf. nécessaire].

## Biographie

### Enfance
Les parents d'Alpha Diallo sont d'origine guinéenne, précisément de la région de Labé, sous-préfecture de Donghol Sigon au Fouta Djalon. Il a grandi dans une famille modeste dans une chambre de bonne, dans le 7e arrondissement de Paris.

### Carrière

#### Sexion d'Assaut (2002-2013)

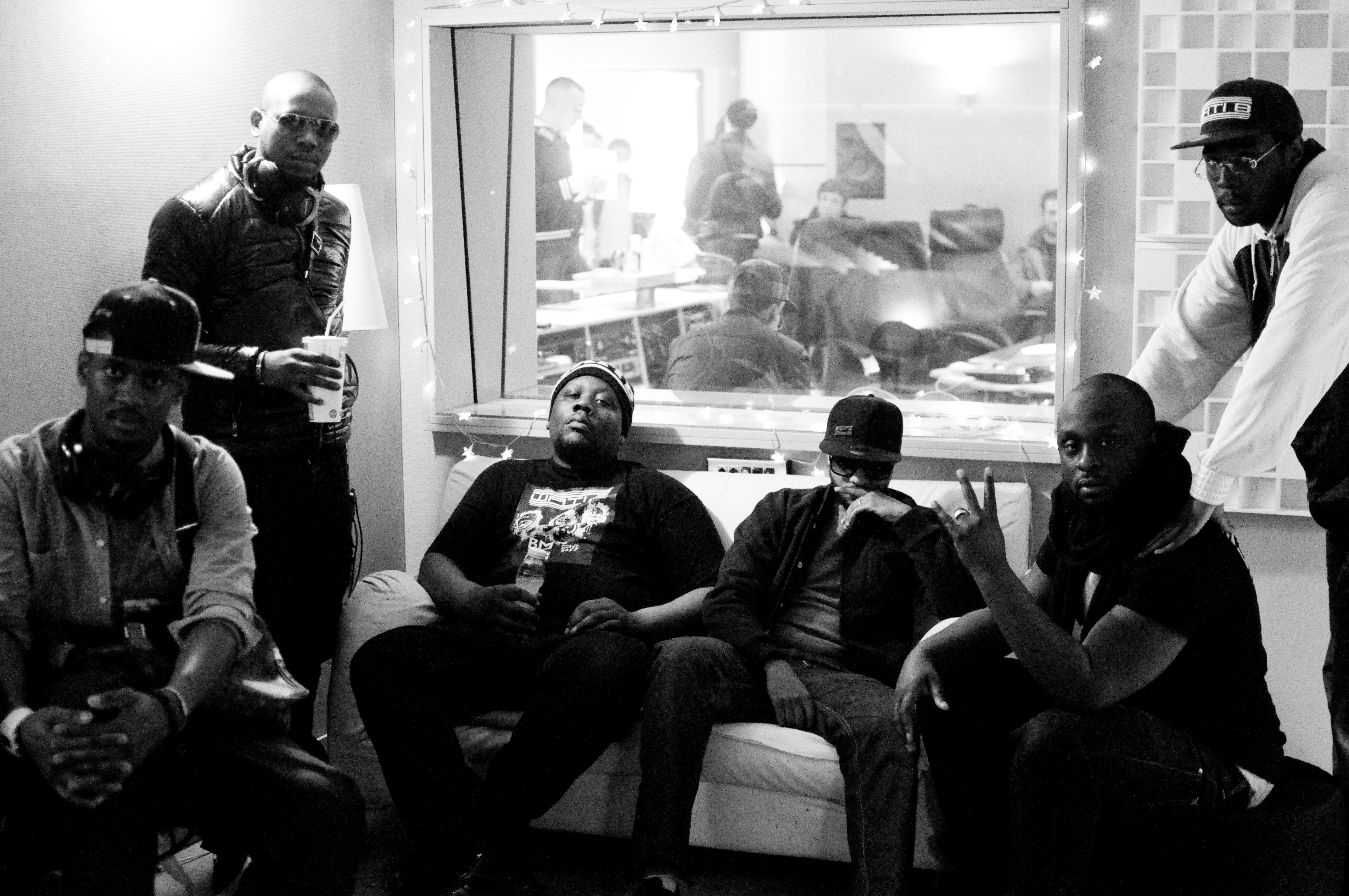
Black M (à gauche) avec Sexion d'assaut.

Le pseudonyme Black Mesrimes est un jeu de mots, une contraction entre le nom de l'ancien ennemi public numéro un, Jacques Mesrine, et les mots « rimes » et « black » évoquant sa couleur de peau. Depuis 2014, il est principalement appelé Black M.
Lors de ses apparitions dans les clips de Sexion d'Assaut, il utilise certaines mimiques, comme le fait de faire les gros yeux — expression qu'il reprendra dans le titre de son premier album. Il est aussi considéré comme l'un des membres les plus techniques de Sexion d'Assaut, avec Gims et Lefa.
En 2012, Black M participe au remix du morceau R.I.P de la chanteuse britannique Rita Ora. Ils donnent une interprétation live au VIP Room en novembre 2012,.

#### Début en solo +Les Yeux plus gros que le monde(2013-2015)
Le 31 mars 2014, Black M sort son premier album solo intitulé Les Yeux plus gros que le monde, relativement bien accueilli par la presse spécialisée,, vendu à 530 000 exemplaires en décembre 2014 et nommé disque de diamant. En mai 2014, son single Sur ma route se classe numéro 1 des ventes en France et est certifié disque de platine,. Le 8 septembre, il sort le clip d'un autre single avec Dr Beriz, La légende Black. Black M annonce la réédition de son premier album sous le nom Le Monde plus gros que mes yeux (sortie initialement prévue le 17 novembre 2014), dont le premier extrait est Je garde le sourire.
Parallèlement, Black M s'investit dans d'autres projets. Il participe ainsi à la bande originale du film Les Nouvelles Aventures d'Aladin en featuring avec Kev Adams, ou encore sur la compilation Touche pas à ma zik de Tefa et Cyril Hanouna.

#### Éternel Insatisfait(2015-2018)
Fin 2014, Black M annonce la préparation de son deuxième album solo, intitulé Éternel Insatisfait. L'album présente des collaborations avec des artistes tels que MHD, Soprano, Zaho , Alonzo , Gradur et Shakira.
En 2016, il rejoint la troupe des Enfoirés. Il apparait dans le clip de la chanson Liberté mais ne fait pas partie du spectacle Au rendez-vous des Enfoirés qui était à Paris du 20 au 25 janvier.
Le 28 octobre 2016, l'album sort, suivi d'une tournée, l'« Éternel Big Black Tour », qui se déroule entre avril et décembre 2017. Le 29 septembre 2017, il dévoile le titre Death Note et, une semaine plus tard, Dress Code. Ces deux extraits sont retrouvés dans la réédition d'Éternel insatisfait, sortie le 17 novembre 2017.
En novembre 2017, il annonce qu'il se lance dans le cinéma avec une autobiographie dont le tournage devrait débuter au début de l'année 2018.

#### Il était une fois...(2018-2020)
En septembre 2018, Black M annonce sur les réseaux sociaux qu'il prépare son troisième album, qui doit sortir en septembre 2019 et être accompagné d'une tournée.
Il sort le premier extrait de ce futur album le 3 juin 2019 qui se nomme Bon (Prologue),.
Le 13 juin 2019, il sort le deuxième extrait de l'album qui se nomme Mon beau-frère, le rappeur a invité Rayane Bensetti & Issa Doumbia dans le clip.
Le 22 août 2019, il sort le troisième extrait Dans mon délire avec Heuss l'Enfoiré & Soolking.
Le 13 septembre 2019, trois ans après la sortie de son précédent opus, Black M publie son troisième album studio, Il était une fois. Lors de sa première semaine d'exploitation, le disque ne s'écoule qu'à seulement 5 600 exemplaires, atteignant les 9 000 ventes au bout de la troisième semaine. Une performance décevante pour l'artiste au vu des ventes de ses précédents albums. Malgré une bonne promotion et plusieurs passages à la télévision, le disque est un réel échec commercial.

#### Alpha...et AL'FAMILY (2020-2022)
Fin 2019, Black M annonce le grand retour de la Sexion d'Assaut pour 2020.
La Sexion d'Assaut annonce une grande tournée pour 2020 et certainement[évasif] un album qui va suivre.
En avril 2020, il fait partie des 350 artistes de Et demain ? Le collectif qui interprètent la chanson Et demain ? en faveur de la fondation Hôpitaux de Paris - Hôpitaux de France.
Le 27 décembre de la même année, Black M insulte Gims et Kev Adams, entre autres, clash qui paraît assez étrange, et secoue la toile (notamment sur Twitter, où les insultes ont été publiées). Il critique aussi la Sexion d'Assaut, dont le retour est prévu en concert la même année. En réalité, on apprend plus tard qu'il publiait ses messages en tant que Black Shady, son alter ego haineux, pour annoncer son retour. En effet, toujours le 27 décembre 2020, il sort le son Black Shady Pt.4, accompagné d'un clip, qui fait donc suite à Black Shady Pt.1 et 2, publiés comme sons solos dans des albums de Sexion d'Assaut, et Black Shady Pt.3, publiés dans son premier album Les Yeux plus gros que le monde en 2014. À la fin du clip, il annonce la sortie d'un album gratuit, Alpha Pt.1, pour mars 2021. La sortie est ensuite décalée au 21 mai 2021. Entretemps, il sort d'autres extraits de son album, tels que N.S.E.G et À la tienne.
À partir du 19 juillet 2021, Black M, sort la première saison de sa série AL'FAMILY,. Le 5 novembre, il apparaît dans Le Classico organisé.
À partir du 28 décembre 2021, il est juré de The Voice Belgique.
Il a chanté et composé le générique de la saison 4 de Foot 2 rue, diffusée depuis le 4 février 2022 sur Okoo.

#### La Légende Black(2022-2025)
Il sort le générique entier de Foot 2 rue saison 4 intitulée C'est du foot de rue. Il annonce par la suite qu'il est composé d'une nouvelle équipe, il quitte le label Wati B et il arrête le projet des EPs Alpha... qui étaient sous ce label et signe chez TF1 Musique.
Il annonce le nom de son album : La Légende Black, prévu pour printemps 2023. Puis, il fait une collaboration avec Celio dans le magasin de Lyon et de Paris, pour chanter son nouveau single Outfit avec Ledoc sorti le 29 avril 2022. Il sort ensuite On va Yeke en collaboration avec Amaya et Maysha le 21 juin,, qui est une reprise de Yéké yéké. On va Yeke contribue à son retour en radio et en télé, où il interprétera le titre plusieurs fois. En octobre 2022, Black M annonce que son album ne sortira que début 2023.
Le 29 octobre 2022, Black M est invité au concert d’Amir à Paris. Ils interprètent un duo inédit, Grandir, et annoncent que celui ci fera partie du prochain album de Black M. Le 11 janvier 2023, Black M et Amir annoncent la sortie de leur titre en duo Grandir le 13 janvier, en tant que premier extrait de l'album La Légende Black.
En avril 2023, il tourne une partie de son prochain clip à Moulins pour un prochain single en collaboration avec Couli B, Sidiki Diabaté & DJ Bens. Le 26 avril 2023, Black M annonce son nouveau titre C'est dieu qui donne en collaboration avec Sidiki Diabaté et Couli B pour le 28 avril. Puis, il annonce que le clip sortira le 3 mai 2023. Le 17 mai 2023, il annonce sur Snapchat et lors d’un concert que l’album sortira le 22 septembre 2023. Le 30 juin 2023, il dévoile en session live le titre Le pouvoir. Le 7 juillet 2023, il dévoile l'audio et les paroles de Tagada son nouveau single, deuxième extrait de l'album. Le 22 septembre 2023, il dévoile le titre Légendaire en feat avec Le Doc (anciennement Dr Beriz), reporte son album au 13 octobre et lance les précommandes. Le 6 octobre 2023, il dévoile le clip Dr Snitch où il clashs notamment Dawala. Le 13 octobre 2023, quatre ans après la sortie d'Il était une fois, Black M publie son quatrième album studio, La Légende Black, l'album sort un vendredi 13 comme son album précédent.
Le 23 décembre 2023, il dévoile Comment allez vous en collaboration avec des rappeurs guinéens : Soul Bang's, MC Fresh, Maxim BK, Depotoir, Mélangeur, Straiker. Ce son ne fait pas partie de La Légende Black[pertinence contestée].
Le 1er janvier 2024 il dévoile l'extrait d'un freestyle : Paris Centre Challenge.
À partir du 16 février 2024, il est candidat dans la treizième saison de l'émission Danse avec les stars sur TF1 avec Elsa Bois comme partenaire de danse. Le 12 avril il est éliminé (tout comme James Denton) et termine 7e sur les douze participants.
Le 19 avril 2024, il dévoile une suite surprise de La Légende Black nommé "La Légende Black II", ce nouveau projet est composé de 8 morceaux exclusifs dont Paris Centre challenge publié il y a deux mois.

#### Roue Libre(2025-...)
Au printemps 2025, Black M a annoncé vouloir se lancer en boxe anglaise, déclarant qu’« il est fort possible qu’on me voit boxer cette année » et invitant même le champion Alpha Yero Mansare à « se régler quand il veut »
Pour promouvoir son premier single « Pull Up » et annoncer son prochain album Roue Libre, il a organisé le 30 mai 2025 un faux combat de boxe, un « clin d’œil au noble art » avant de monter sur scène pour sa performance musicale
Ses vidéos d’entraînement diffusées sur ses réseaux sociaux et son teasing médiatique attestent de son réel engagement dans la préparation d’une carrière pugilistique

### Vie privée
Depuis 2009, Black M partage sa vie avec Léa Djadja, conseillère en image, maquilleuse professionnelle et animatrice de télévision de Incroyables Transformations sur M6 qu'il a rencontrée sur le tournage du premier clip Wati bon son de Sexion d'Assaut.
Ensemble, ils ont un fils, Isaac, né le 13 mars 2012, et une fille, Sinaa, née le 20 septembre 2020.

## Polémiques

### Accusation d'homophobie
Le groupe Sexion d'assaut dont fait partie Black M est accusé en 2010 d’homophobie, ce qui entraîne des interdictions d’antenne par Fun Radio et NRJ, ainsi que des demandes d’annulation de concerts et de sa participation au MTV Europe Music Awards de 2010. La fédération LGBT considère la polémique close en 2011 après que Sexion d’Assaut s'est amendé en collaborant avec des associations de lutte contre l’homophobie.

### Reprise deDans ma rue
Black M est accusé d'antisémitisme par la Ligue belge contre l’antisémitisme (LBCA), qui appelle au boycott par les radios belges de sa reprise du titre Dans ma rue de Doc Gynéco, du fait de l'emploi du mot « youpin », mot qui est une « injure à caractère raciste pour désigner le juif ».

### Centenaire de la bataille de Verdun
En mai 2016, Black M est invité pour chanter à la célébration du centenaire de la bataille de Verdun par la municipalité socialiste, mais il fait l'objet de critiques de la « fachosphère », d'abord avec le site François Desouche qui s'oppose à sa venue à la commémoration de cette bataille historique, demandant l'annulation du concert, suivi d'abord par le Front national puis d'autres personnalités de droite et du gouvernement Hollande. On lui reproche des paroles de chansons de Sexion d’Assaut anti-françaises (« conne de France », « moi aussi je baiserai la France » et « ce pays de kouffar » en 2010). Le Figaro critique la pertinence même d'un évènement festif de quelque nature que ce soit pour commémorer la mort de 300 000 personnes. Le 9 mai 2016, le rappeur invite ses détracteurs à venir le voir : « Qu'ils aiment ou pas ma musique : on va s'amuser ». Le président de la République, François Hollande déclare le 17 mai 2016 : « Cette initiative était après la cérémonie, pour que des jeunes puissent avoir un moment festif ».
La mairie annule le concert en donnant pour raison des risques de trouble à l’ordre public à la suite de la polémique et un « déferlement de haine et de racisme », le maire ayant été menacé physiquement par des appels et s'estimant lâché par le gouvernement. Le secrétaire d’État aux Anciens combattants, Jean-Marc Todeschini, déclare à la télévision que l'annulation du concert de Black M est « un premier pas vers le totalitarisme, vers le fascisme ». En réaction, Black M évoque inopinément son grand-père, tirailleur sénégalais, qui a combattu durant la Seconde Guerre mondiale, il déplore les « propos haineux ». Il évoque la fierté qu'il avait de participer à un concert lié à la commémoration de la bataille de Verdun. Un débat s'ouvre sur ce sujet,,. D'après Libération, le 21 mai 2016, Lamarana Amadou, président de l’Association des enfants des tirailleurs sénégalais de Guinée « certifie « qu’Alpha Diallo » (la véritable identité de Black M) « est le petit-fils de l’ancien combattant : Alfa Mamoudou Diallo », « combattant de la Seconde Guerre mondiale » ». Le Monde publie alors un document qui concerne un soldat de 1re classe nommé Alfa Diallo qui a bien servi au sein du 14e régiment de tirailleurs sénégalais et a été rapatrié en zone libre après avoir été capturé par l'armée allemande,.
Black M répond à cette polémique quelques mois plus tard en dévoilant son nouveau single Je suis chez moi,.

### Propos complotistes
Il déclare notamment des théories conspirationnistes sur le programme Apollo sur le fait que les hommes ont marché sur la Lune. Il déclare aussi être sceptique sur la mort de Michael Jackson.

## Tournées
| Année                               | Titre                         | Nombre des concerts                                           | Format de l'enregistrement                                                                           | Album promu                                    | Ref    |
| ----------------------------------- | ----------------------------- | ------------------------------------------------------------- | --- | ---------------------------------------------- | ------ |
| 11 octobre 2014 au 23 décembre 2015 | Black M & Wati B All Stars    | 95                                                            | Les yeux plus gros que l'Olympia                                                                     | Les yeux plus gros que le monde                | ,      |
| 1er avril au 10 décembre 2017       | Eternel Big Black Tour        | 38                                                            | Enregistrement du concert le 2 décembre 2017 à l'AccorHotels Arena, diffusé le 3 janvier 2018 sur C8 | Éternel Insatisfait                            | [ 73 ] |
| 16 février au 27 mars 2020          | Il était une fois… Ma tournée | 10                                                            | Aucun album ou DVD                                                                                   | Il était une fois...                           | [ 74 ] |
| 19 avril au 3 août 2024             | 10 ans sur ma route           | 5 Zéniths (Paris, Bruxelles, Saint-Raphaël, Auriol & Bollène) | | La Légende Black 10 ans du single Sur ma route | [ 75 ] |

## Filmographie

### Acteur
- 2014 : Nos chers voisins - prime-time Fête des voisins, série sur TF1 : Puceron, un livreur de pizza qui veut devenir rugbyman professionnel[76]
- 2015 : Silex and the City, série d'animation sur Arte : Black Mammifère, chanteur de Sexion Lascaux[77]
- 2016 : La Pièce : Les derniers seront les premiers, film de Lamine Diakité : Daouda

### Chant
- 2015 : Les Nouvelles Aventures d'Aladin, film d'Arthur Benzaquen : chanson de la bande originale
- 2018 : Le Monde selon Kev (série d'animation sur M6) : chanteur du générique (lui-même)
- 2022 : Foot 2 rue (série d'animation sur Okoo) : chanteur du générique (lui-même) depuis la saison 4[78]

## Émissions de télévision
- 2019 : 
  - L'Aventure Robinson sur TF1 : participant (duo avec Julien Lepers)[79]
- 2021-2022 : 
  - The Voice Belgique sur La Une : coach[80]
- 2023 : 
  - La Photo parfaite sur M6 : participant
- 2024 : 
  - Dream Team : la relève des stars sur TF1 : coach[81]
  - Danse avec les stars (saison 13) sur TF1 : candidat avec Elsa Bois comme partenaire
  - Le Grand Concert de la francophonie sur France 3 avec Véronic DiCaire : animateur

## Distinctions
Les nominations et récompenses de Black M se résument dans les tableaux ci-dessous :

### Victoires de la musique
| Année | Nomination / travail            | Prix                                | Résultat   | Ref    |
| ----- | ------------------------------- | ----------------------------------- | ---------- | ------ |
| 2015  | Les Yeux plus gros que le monde | Album de musique urbaine de l'année | Nomination | [ 82 ] |
| 2015  | Sur ma route                    | Chanson originale de l'année        | Nomination | [ 82 ] |

### MTV Europe Music Awards
| Année | Nomination / travail | Prix                      | Résultat   | Ref    |
| ----- | -------------------- | ------------------------- | ---------- | ------ |
| 2015  | Lui-même             | Meilleur artiste français | Lauréat    | [ 83 ] |
| 2015  | Lui-même             | Meilleur artiste européen | Nomination | [ 83 ] |
| 2015  | Lui-même             | Meilleur artiste mondial  | Nomination | [ 83 ] |

### Prix Talents W9
| Année | Nomination / travail | Prix                                              | Résultat | Ref    |
| ----- | -------------------- | ------------------------------------------------- | -------- | ------ |
| 2015  | Lui-même             | Prix Talents W9 (Prix spécial du public 8-14 ans) | Lauréat  | [ 84 ] |

### Trace Urban Music Awards
| Année | Nomination/Travail | Prix                                | Résultat   | Ref    |
| ----- | ------------------ | ----------------------------------- | ---------- | ------ |
| 2014  | Mme Pavoshko       | Meilleur chanson                    | Nomination | [ 85 ] |
| 2014  | Sur ma route       | Meilleur clip vidéo de l'année 2014 | Lauréat    | [ 85 ] |
| 2014  | Lui-même           | Meilleur artiste                    | Nomination | [ 85 ] |

### NRJ Music Awards
| Année | Nomination / travail | Prix                                    | Résultat   | Ref    |
| ----- | -------------------- | --------------------------------------- | ---------- | ------ |
| 2014  | Lui-même             | Révélation Francophone de l'année       | Nomination | [ 86 ] |
| 2014  | Mme Pavoshko         | Clip de l'année                         | Lauréat    | [ 87 ] |
| 2014  | Sur ma route         | Chanson francophone de l'année          | Nomination | [ 88 ] |
| 2015  | Lui-même             | Artiste Masculin francophone de l'année | Nomination | [ 89 ] |
| 2016  | Lui-même             | Artiste Masculin francophone de l'année | Nomination | [ 90 ] |
| 2019  | Mon beau frère       | Clip de l'année                         | Nomination | [ 91 ] |
| 2022  | On va Yeke           | Reprise / Adaptation                    | Nomination | [ 92 ] |

### Autres distinctions
| Année | Nomination / travail | Prix                                                                            | Résultat | Ref    |
| ----- | -------------------- | ------------------------------------------------------------------------------- | -------- | ------ |
| 2016  | Lui-même             | Kids Choice Awards Nickelodeon (Artiste Musical Français Préféré)               | Lauréat  | [ 93 ] |
| 2022  | Lui-même             | Victoires de la musique guinéenne (Meilleur Artiste de la Diaspora)             | Lauréat  | [ 94 ] |
| 2024  | Lui-même             | Victoires de la musique guinéenne (Meilleure collaboration musicale de l'année) | Lauréat  | [ 95 ] |